# Сухановский, Авксентий Петрович
Авксентий Петрович Сухановский — советский военный, государственный и политический деятель, генерал-майор.

## Биография
Родился в 1902 году в деревне Ивановской Вельского уезда Архангельской губернии. Член КПСС с 1924 года.
С 1918 года — на хозяйственной, общественной и политической работе. В 1918—1956 гг. — участник Гражданской войны, на партийной работе, член пропагандистской группы ЦК ВКП(б), заведующий отделом пропаганды горкома партии, на службе в ВВС Белорусского военного округа во 2-й авиационной бригаде, политработник в частях ВВС, комиссар 217-й авиадивизии, командир авиакорпуса, начальник политотдела 15-й воздушной армии в Великой Отечественной войне, заместитель начальника политуправления ВВС.
Делегат XVIII съезда ВКП(б).
Умер в Москве в 1992 году.